# José Canseco (Eishockeyspieler)
José Antonio Canseco (* 13. Juli 1989 in Mexiko-Stadt) ist ein ehemaliger mexikanischer Eishockeyspieler, der fast seine gesamte Karriere bei Lomas Verdes verbrachte.

## Karriere
José Canseco begann seine Karriere als Eishockeyspieler bei Lomas Verdes, wo er – abgesehen von einem kurzen Abstecher zur National Sports Academy – bis zu seinem frühen Karriereende 2009 spielte.

### International
Im Junioren-Bereich spielte Canseco mit der mexikanischen U18-Auswahl bei den Weltmeisterschaften der Division II 2006 und 2007 sowie mit der U20-Auswahl bei den Weltmeisterschaften der Division II 2007, 2008 und 2009.
Mit der Herren-Nationalmannschaft nahm Canseco an den Weltmeisterschaften der Division II 2007, 2008 und 2009 teil. Zudem stand er bei der Olympiaqualifikation für die Spiele in Vancouver 2010 für seine Farben auf dem Eis.